# Templo budista

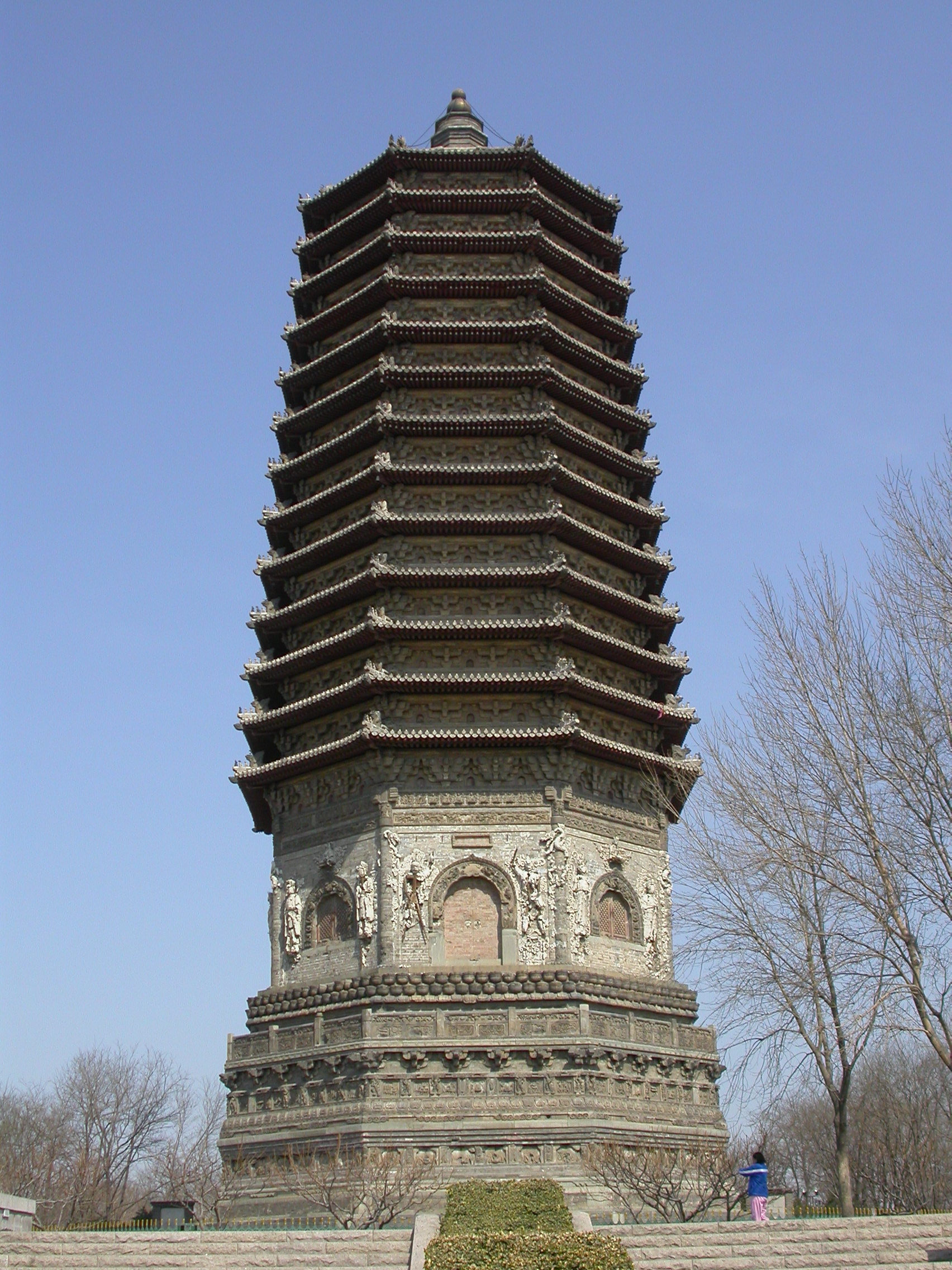
Pagode chinês em Pequim.

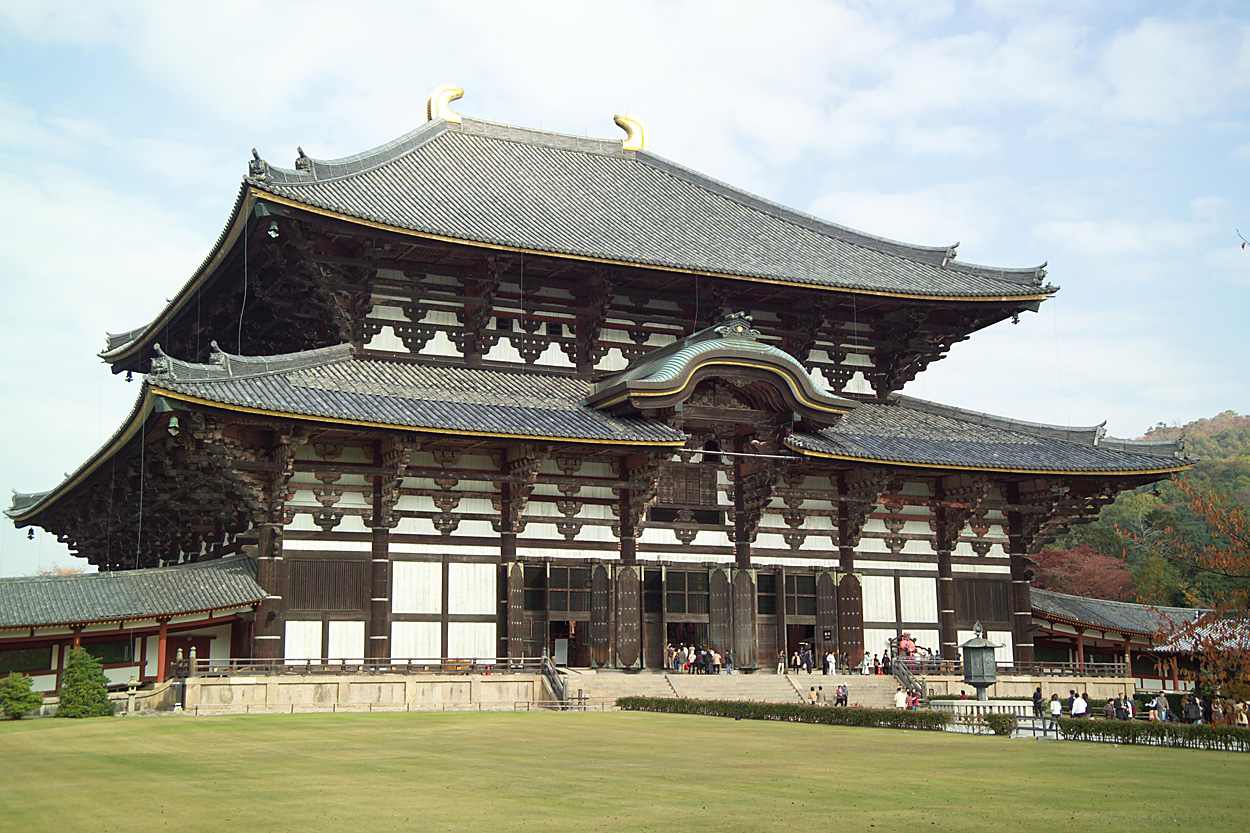
Templo de Tōdai-ji em Nara, no Japão.

Um templo budista é um local destinado à prática religiosa budista, onde se reúnem as chamadas Três Joias nas quais os budistas procuram (a depender da escola) o Nirvana ou Bodhi: Buda, Darma e Sanga. A sua estrutura varia de região para região, fazendo dela parte não apenas o edifício em si, mas também o terreno envolvente. No centro encontra-se o santuário (uma estupa ou uma estátua de Buda, Budarupa). Os templos são frequentemente usados como mosteiros pelos monges budistas.

## Termos e designações
A designação Ocidental de templo não representa a totalidade do conceito de templo Budista, que inclui não só os vários edifícios, como também os jardins no terreno envolvente. O termo pelo qual se designa o templo em si e cada um dos vários edifícios varia de acordo com a língua e com a tradição locais.
O conjunto em si pode ter várias designações. Por exemplo:
- Em chinês: 寺 (sì), 寺院 (sìyuàn)
- Em japonês: 寺 (tera) 寺院 (jiin)

## Tradições locais
Regra geral, considera-se um templo monástico budista qualquer terreno, edifício ou instalação, independentemente do seu tamanho ou forma, que tenha recebido uma cerimónia de consagração de acordo com as regras dessa comunidade monástica.

### Índia
O Viara é o espaço de reunião dos monges, no qual se encontram as celas. É aqui que se reúnem para recitar os sutras e para a realização de cerimónias. O centro da prática religiosa é o estupa (do sânscrito "acumular"), uma construção destinada a receber as relíquias ou cinzas dos mortos e usada como local de oração, à volta da qual se constroem os restantes espaços monásticos na Índia. É neste local que são construídos os chaitya. 
Foi a partir dos estupas indianos que se desenvolveram uma série de variações locais nos templos na Ásia central e no extremo e sudeste asiáticos, nas quais se incluem os pagodes chineses, os chorten tibetanos, os paya birmaneses e os chedi tailandeses.

### Sudeste asiático
Os wat, espaços monásticos presentes no sudeste asiático, incluem, normalmente, um terreno de grandes dimensões e, frequentemente, uma ou mais estupas.

### Extremo oriente
Os mosteiros do Extremo Oriente são bastante diferentes dos Indianos. O santuário central é o pagode, à volta do qual existe um salão profusamente decorado no qual estão presentes inúmeras estátuas do Buda. Os restantes edifícios principais estão rodeados por um pátio normalmente rectangular adjacente. Desde a introdução do Budismo no Japão, no século VI, o centro do templo foi deixando de ser o pagode para passar a ser o átrio principal, no qual se conserva a relíquia principal, normalmente uma estátua.